# Luke Durbridge
Luke Durbridge (* 9. April 1991 in Greenmount) ist ein australischer Bahn- und Straßenradrennfahrer.

## Sportliche Karriere
Luke Durbridge wurde 2007 Australischer Meister im Einzelzeitfahren der Juniorenklasse. In der Saison 2008 wurde er nationaler Junioren-Bahnradmeister in der Mannschaftsverfolgung. Bei den Junioren-Bahnradweltmeisterschaften in Kapstadt gewann er die Goldmedaille in der Mannschaftsverfolgung und Bronze im Punktefahren. Beim Lauf des Bahnrad-Weltcups in Melbourne war er in der Mannschaftsverfolgung erfolgreich. Auf der Straße gewann Durbridge 2008 eine Etappe beim Mezies Classic.
2011 wurde Durbridge vor dem Dänen Rasmus Christian Quaade und seinem Landsmann Michael Hepburn Zeitfahrweltmeister in der Klasse U23 bei den Straßen-Weltmeisterschaften in Kopenhagen. Auch den australischen Meistertitel in seiner Altersklasse im Zeitfahren hatte er zuvor vor Hepburn und Jay McCarthy errungen.
Nach 2011 legte Durbridge seinen sportlichen Schwerpunkt zunehmend auf den Straßenradsport. Er errang bis 2017 vier nationale Titel im Straßenrennen und Zeitfahren. 2013 sowie 2014 wurde er Vize-Weltmeister im Mannschaftszeitfahren, 2016 belegte er mit seinem Team Rang drei. 2014 wurde er ozeanischer Meister im Straßenrennen.
Bei der ersten Etappe der Tour de France 2017 stürzte Luke Durbridge beim Einzelzeitfahren auf regennasser Straße. Zwar startete er auf der zweiten Etappe, musste dann aber wegen seiner Verletzungen aufgeben. Bei der australischen Straßen-Meisterschaft im Jahr darauf stürzte er und erlitt eine Gehirnerschütterung sowie einen Schlüsselbeinbruch. 2019 wurde er zum dritten Mal nationaler Meister im Einzelzeitfahren.

## Erfolge

### Straße

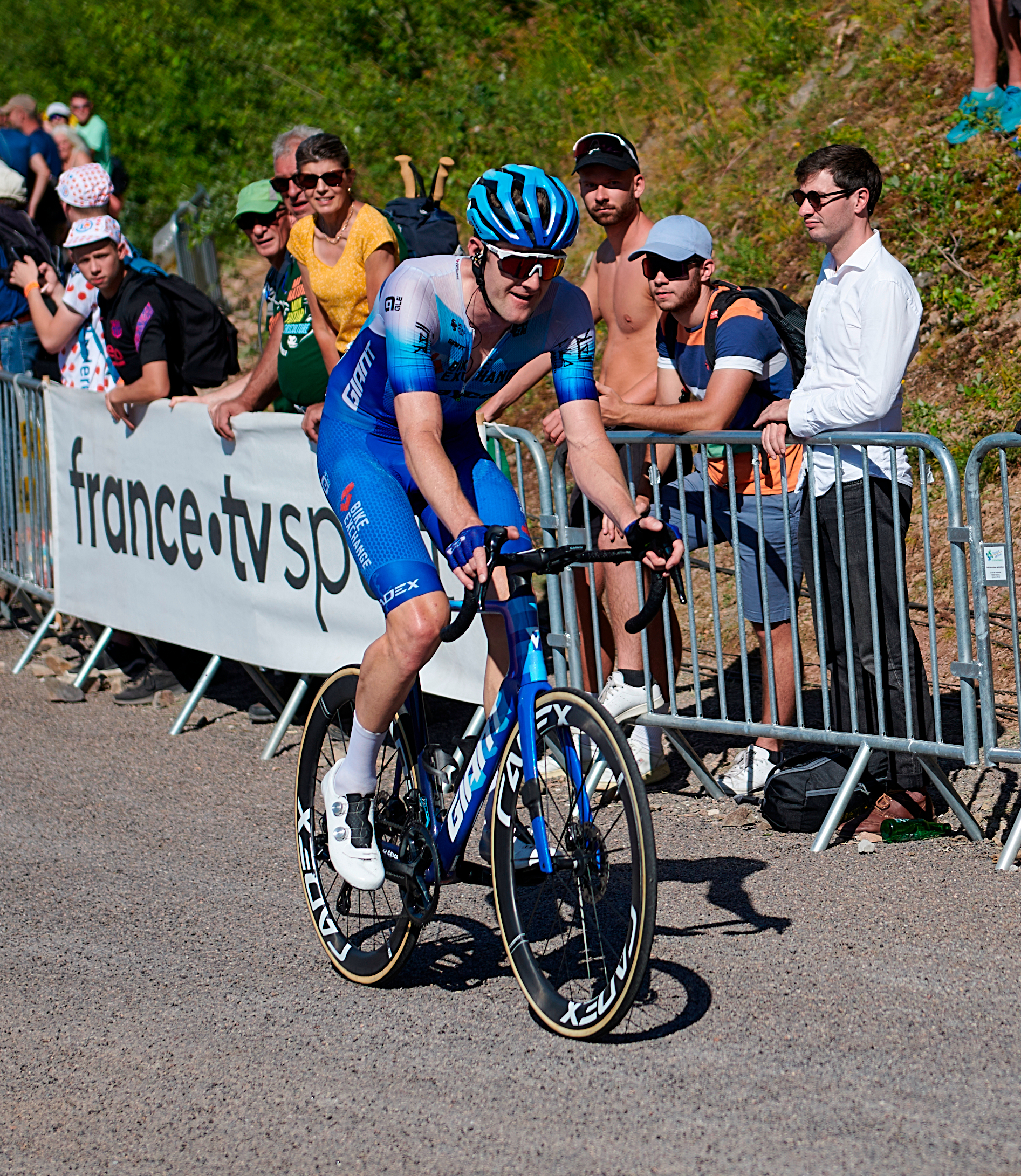
Luke Durbridge bei 7. Etappe der Tour de France 2022

2007
- Australischer Meister – Einzelzeitfahren (Junioren)

2009
- Weltmeister – Einzelzeitfahren (Junioren)

2010
- Mannschaftszeitfahren Thüringen-Rundfahrt
- Memorial Davide Fardelli – Cronometro Individuale
- Weltmeisterschaft – Einzelzeitfahren (U23)

2011
- Australischer Meister – Einzelzeitfahren (U23)
- Prolog und eine Etappe Olympia’s Tour
- Chrono Champenois
- Weltmeister – Einzelzeitfahren (U23)

2012
- Australischer Meister – Einzelzeitfahren
- eine Etappe und Gesamtwertung Circuit Cycliste Sarthe
- Prolog Critérium du Dauphiné
- Mannschaftszeitfahren Eneco Tour
- Gesamtwertung und eine Etappe Tour du Poitou Charentes
- Weltmeisterschaft – Mannschaftszeitfahren
- Duo Normand (mit Svein Tuft)

2013
- Australischer Meister – Einzelzeitfahren
- Australischer Meister – Straßenrennen
- eine Etappe Circuit Cycliste Sarthe
- Weltmeisterschaft – Mannschaftszeitfahren
- Duo Normand (mit Svein Tuft)

2014
- Ozeanische Straßenmeisterschaften – Straßenrennen
- Mannschaftszeitfahren Giro d’Italia
- Weltmeisterschaft – Mannschaftszeitfahren

2015
- Mannschaftszeitfahren Giro d’Italia

2016
- Duo Normand (mit Svein Tuft)
- Weltmeisterschaft – Mannschaftszeitfahren

2017
- Australische Meisterschaft – Einzelzeitfahren
- eine Etappe Driedaagse van De Panne-Koksijde

2018
- zwei Etappen Hammer Sportzone Limburg

2019
- Australischer Meister – Einzelzeitfahren
- Mannschaftszeitfahren Tirreno-Adriatico
- Mannschaftszeitfahren Czech Cycling Tour

2020
- Australischer Meister – Einzelzeitfahren
- Mannschaftszeitfahren Czech Cycling Tour

2025
- Australischer Meister – Straßenrennen

### Bahn
2008
- Australischer Meister – Mannschaftsverfolgung (Junioren) mit Jonathan Dunlop, Michael Freiberg und Jordan van der Togt
- Weltmeister – Mannschaftsverfolgung (Junioren) mit Luke Davison, Rohan Dennis und Thomas Palmer
- Ozeanienmeister – Mannschaftsverfolgung (Junioren) mit Alex Carver, Scott Law und Dale Parker
- Weltcup – Mannschaftsverfolgung mit Jack Bobridge, Rohan Dennis und Mark Jamieson

2009
- Weltmeister – Madison (Junioren) mit Alex Carver

2011
- Australischer Meister – Einzelzeitfahren, Straße (Junioren)
- Australischer Meister – Punktefahren
- Weltmeister – Mannschaftsverfolgung mit Jack Bobridge, Rohan Dennis und Michael Hepburn

## Grand-Tour-Platzierungen
| Grand Tour            | 2013 | 2014 | 2015 | 2016 | 2017 | 2018 | 2019 | 2020 | 2021 | 2022 | 2023 | 2024 | 2025 |
| --------------------- | ---- | ---- | ---- | ---- | ---- | ---- | ---- | ---- | ---- | ---- | ---- | ---- | ---- |
| Giro d’ItaliaGiro     | 141  | DNF  | 109  | –    | –    | –    | 78   | –    | –    | –    | –    | –    | –    |
| Tour de FranceTour    | –    | 122  | 151  | 112  | DNF  | 118  | 109  | –    | 100  | DNF  | 130  | 123  | 137  |
| Vuelta a EspañaVuelta | –    | –    | –    | –    | –    | –    | –    | –    | –    | 112  | –    | –    |      |